# Taissija Alexandrowna Wilkowa

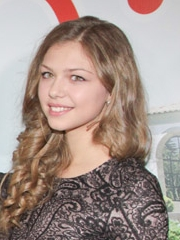
Taissija Alexandrowna Wilkowa (2013)

Taissija Alexandrowna Wilkowa (russisch Таи́сия Алекса́ндровна Вилко́ва, wiss. Transliteration Taisiya Aleksandrovna Vilkova; * 25. Oktober 1996 in Moskau) ist eine russische Theater- und Filmschauspielerin.

## Leben
Wilkowa ist die Tochter des russischen Schauspielers Alexander Borissowitsch Wilkow (1955–2014) und der russischen Produzentin Darja Gonscharowa (* 1966). 2017 schloss sie die Moscow Art Theatre School erfolgreich ab. Sie gehört zum Ensemble des Puschkin-Theater. Seit dem 27. März 2020 ist sie mit dem russischen Schauspieler und Filmemacher Semjon Nikolajewitsch Sersin (* 1987) verheiratet.
Nach Mitwirkungen in verschiedenen russischen Fernsehserien, wurde Wilkowa durch ihre Rolle der Vasya Bobylkina in der Fernsehserie Babes & Chicks, die sie zwischen 2012 und 2014 in insgesamt 58 Episoden verkörperte, einem breiten Publikum bekannt.

## Filmografie (Auswahl)
- 2006: Papenkin synok (Папенькин сынок) (Fernsehserie)
- 2008: Fotograf (Фотограф) (Fernsehserie)
- 2011: Lucky Trouble – Der Trainer will heiraten (Vykrutasy/Выкрутасы)
- 2011: As the Bell Rings. New School (Prikoly na peremenke. Novaya shkola/Приколы на переменке. Новая школа) (Fernsehserie)
- 2011: Devichya okhota (Девичья охота) (Fernsehserie)
- 2012–2014: Babes & Chicks (Deffchonki/Деффчонки) (Fernsehserie, 58 Episoden)
- 2013: Girl Talk (O chyom molchat devushki/О чём молчат девушки)
- 2013: Lyubov – ne kartoshka (Любовь – не картошка)
- 2014: The Champions (Chempiony/Чемпионы)
- 2014: Serious Relationship (Sereznye otnosheniya/Серьезные отношения) (Mini-Serie)
- 2015: Fartsa (Фарца) (Fernsehserie, Episode 1x01)
- 2016: Väterchen Frost – Der Kampf der Zauberer (Ded Moroz. Bitva Magov/Дед Мороз. Битва Магов)
- 2017: Gogol – Der Anfang (Gogol. Nachalo/Гоголь. Начало)
- 2018: Chroniken der Finsternis – Der Dämonenjäger (Gogol. Viy/Гоголь. Вий)
- 2018: Ailing Angel (U angela angina/У ангела ангина)
- 2018: Gogol – Schreckliche Rache (Gogol. Strashnaya mest/Гоголь. Страшная месть)
- 2018: Yolki poslednie (Ёлки последние)
- 2019: Gogol' (Гоголь) (Fernsehserie, 8 Episoden)
- 2019: Above the Sky (Vyshe neba/Выше неба)
- 2019: Gekko (Kurzfilm)
- 2020: The Babe! (Krasotka!/Красотка в ударе)
- 2020: Doktor Liza (Доктор Лиза)
- 2020: Man from Podolsk (Chelovek iz Podolska/Человек из Подольска)